# Fanfare De Maasgalm Elsloo
Fanfare De Maasgalm Elsloo is een fanfareorkest in Elsloo, nu deelgemeente van de Nederlandse gemeente Stein, die opgericht werd 1898 uit de gelijknamige zangvereniging. 

## Geschiedenis
Rond circa 1850 is er reeds een vermelding van deelname van een fanfare uit Elsloo aan een muziekfestival, maar deze vereniging lijkt ter ziele te zijn gegaan. Een doorgaande lijn is niet gevonden; het meest waarschijnlijk is dat de fanfare is voortgekomen uit het zangkoor "De Maasgalm". Het initiatief in Elsloo kwam van de toenmalige burgemeester J.L. van Mulken en de heren H. van Hees en C. Smeets, die vanaf het eerste begin tot 1902 het voorzitterschap en het secretariaat op zich namen. De geschiedenis van "De Maasgalm" is vele tientallen jaren nauw verbonden geweest met het kasteel van Elsloo, zowel met zijn bewoners - die steeds het beschermheerschap hebben vervuld - als met het gebouw zelf, waarin de fanfare een vast onderkomen en repetitielokaal vond in het zogenaamde "Witte Huis", een bijgebouw van het kasteel. 
Van 1904 tot 1917 werd het fanfarekorps geleid door de Maastrichtse componist en dirigent J. Werkman. Onder zijn leiding kon "De Maasgalm" bij het concours te Roermond in 1913 uit de 3de afdeling promoveren. Van 1917 tot 1931 was het weer een Maastrichtenaar, Benoît Franssen, onder wiens leiding "De Maasgalm" de reputatie verwierf van één der beste Limburgse fanfares. In 1919 in Amsterdam behaalde de fanfare een 1ste prijs in de 1ste afdeling en dus promotie naar de ere-afdeling. De uit de vereniging voortgekomen muzikant Mathieu Janssen wist in de jaren van 1931 tot 1968 niet alleen de door zijn voorgangers opgebouwde muzikale reputatie te handhaven, maar haalde tevens vier landskampioenswimpels naar Elsloo. Vanaf 1968 kwam de muzikale leiding in handen van Jo Conjaerts uit Eys. Onder zijn leiding maakte de vereniging een verjongingskuur door, waarvan het resultaat hoorbaar werd, getuige de eerste prijzen met lof der jury tijdens bijvoorbeeld de bonds- en landskampioenswedstrijden in 1986. Ook repertoirevernieuwing stond bij hem hoog in het vaandel. In 1993 heeft hij zijn opvolger voorgesteld, de destijds jonge dirigent Guido Swelsen.

## Tegenwoordig
De vereniging beschikt over een jeugdensemble, een drumband en het grote fanfarekorps. Klassieke fanfareconcerten worden afgewisseld met themaconcerten (filmconcert, carnavalsconcert, nieuwjaarsconcert, slagwerksfeerconcert, samenwerkingsconcert).
Het jubileumjaar 2008 (110-jarig bestaan) werd eind 2007 ingeluid met het behalen van het Limburgs Kampioenschap in de 1e divisie sectie Fanfare met lof der jury. Dit kreeg een vervolg bij de Nederlandse Kampioenschappen op 8 maart 2008 in Arnhem, hier behaalde "De Maasgalm" de 5e wimpel in haar bestaan.
In 2008 had "De Maasgalm" een wereldpremière door als eerste fanfare ooit in de line-up te staan van een popfestival, het Conincx Pop festival te Elsloo. Dit optreden werd door veel media gevolgd en trok duizenden bezoekers.
Op 9 juli 2009 had "De Maasgalm" de eer om het WMC (Wereld Muziek Concours) 2009 in Kerkrade te mogen openen met een groots concert.
Op 14 juli 2013 trad men weer aan op het WMC. Nu als concoursdeelnemer in de 1e divisie Fanfare. De Belgische componist Kevin Houben maakte in opdracht van "De Maasgalm" voor dit optreden de compositie "Promise of Life". Guido Swelsen componeerde zelf het inspeelwerk "'t Laeve".
Tijdens de Concertconcoursen 2019 van de Limburgse Bond van Muziekgezelschappen (LBM) heeft Fanfare De Maasgalm uit Elsloo de hoogste score behaald van alle deelnemende verenigingen.
Fanfare de Maasgalm, onder leiding van dirigent Guido Swelsen en uitkomend in de eerste divisie, kreeg totaal 93,92 punten. Dat is goed voor een 1e prijs met lof der jury.
Het programma:
Inspeelwerk: Perthshire Majesty - Samuel Hazo
Onderdeel 1: Mästare, alle söka dig - Rob Goorhuis (93,76 punten)
Onderdeel 2: Diabolus in Musica - Guido Swelsen (94,17 punten)

## Dirigenten
- 1898-1900 L. Janssen
- 1900-1904 Halert
- 1904-1917 J. Werkman
- 1917-1931 Benoît Franssen
- 1931-1968 Mathieu Janssen
- 1968-1993 Jo Conjaerts
- 1993-heden Guido Swelsen

## Publicaties
- Ferd van der Bruggen: 100 jaar fanfare "De Maasgalm" Elsloo 1898 - 1998, Elsloo, De Maasgalm, 1998